# David Tua
David Tua (ur. 21 listopada 1972 w Faleatiu) – samoański bokser wagi ciężkiej.

## Kariera amatorska
Amatorską karierę bokserską rozpoczął w Nowej Zelandii, dokąd wyemigrował w dzieciństwie wraz z rodziną. Swój pierwszy ważniejszy tytuł zdobył w 1988 roku, zostając mistrzem Nowej Zelandii w wadze ciężkiej. Reprezentując ten kraj, w 1991 roku zdobył brązowy medal na mistrzostwach świata w Sydney (w półfinale przegrał z Féliksem Savónem), a rok później został brązowym medalistą letnich igrzysk olimpijskich w Barcelonie (w walce o finał przegrał z Davidem Izonritei).

## Kariera zawodowa
Tua przeszedł na zawodowstwo w 1992 roku. 15 marca 1996 roku, w swojej dwudziestej trzeciej walce, znokautował Johna Ruiza, przyszłego mistrza świata, w zaledwie 19 sekund. Kolejne trzy walki także zakończył przed czasem. Pokonał między innymi Olega Maskajewa, kolejnego przyszłego mistrza świata.
Pierwszą porażkę poniósł w swojej 28 walce – z Nigeryjczykiem Ike'm Ibeabuchim. Po tej porażce nastąpiło kolejnych dziesięć zwycięstw, w tym nokaut jeszcze jednego przyszłego mistrza świata, Hasima Rahmana.
Tua doczekał się w końcu walki o mistrzostwo świata dwóch organizacji: WBO i IBO. W dniu 11 listopada 2000 roku w Las Vegas okazał się jednak o wiele słabszy od Lennoxa Lewisa i przegrał z nim zdecydowanie na punkty.
Po porażce z Lewisem starał się odbudować dawną formę i wygrał walkę z Danellem Nicholsonem, lecz kolejny pojedynek przegrał na punkty z Chrisem Byrdem. Następne walki to kolejne dobre wyniki – między innymi zwycięstwo nad Fresem Oquendo i kolejny błyskawiczny nokaut, w 30 sekundzie pierwszej rundy, z Michaelem Moorerem, byłym mistrzem świata.
23 marca 2003 roku stoczył swój drugi pojedynek z Hasimem Rahmanem, który zakończył się remisem. W 2004 roku nie stoczył żadnej walki. Ponownie zaczął boksować w 2005 roku, pokonując m.in. Cisse Salifa i do września 2007 roku pokonał siedmiu mniej znanych bokserów. Następnie zrezygnował z boksu na kolejne dwa lata. Na ring powrócił po raz kolejny w październiku 2009 roku, nokautując w drugiej rundzie Shane'a Camerona. 31 marca 2010 roku pokonał na punkty po jednostronnym pojedynku Fridaya Ahunanyę. Niecałe cztery miesiące później zremisował z Monte Barettem, mimo że w ostatniej rundzie był liczony. 19 marca 2011 roku Tua pokonał Demetrice'a Kinga, a pięć miesięcy później stoczył rewanżowy pojedynek z Barrettem, który przegrał na punkty po jednogłośnej decyzji sędziów.